# Sten Abel
Egil Sten Abel (* 18. November 1899 in Oslo; † 30. Dezember 1989 in Bærum) war ein norwegischer Segler.

## Erfolge
Sten Abel, der beim Kongelig Norsk Seilforening (KNS) segelte, gewann 1920 in Antwerpen bei den Olympischen Spielen in der 7-Meter-Klasse die Silbermedaille. Er war Crewmitglied der Fornebo, deren übrige Crew aus Christian Dick und Niels Nielsen sowie Skipper Johan Faye bestand, die mit dem britischen Boot Ancora von Skipper Cyril Wright lediglich einen Konkurrenten hatte. Die Fornebo gewann die erste Wettfahrt, doch die Ancora sicherte sich jeweils den Sieg in der zweiten und dritten Wettfahrt und schloss die Regatta dadurch auf dem ersten Platz ab.
Abel war Berufssoldat. Nach Abschluss der Marineakademie wurde er 1928 zum Leutnant befördert. Während des deutschen Angriffs auf Norwegen im Zweiten Weltkrieg führte Abel im April 1940 eine Freiwilligengruppe an. Mit der Kapitulation Norwegens im Mai wurde diese wieder aufgelöst, Abel geriet sowohl 1940 als auch 1941 jeweils eine Zeit lang in Kriegsgefangenschaft.